# Yahya Mahmud bin Junayd

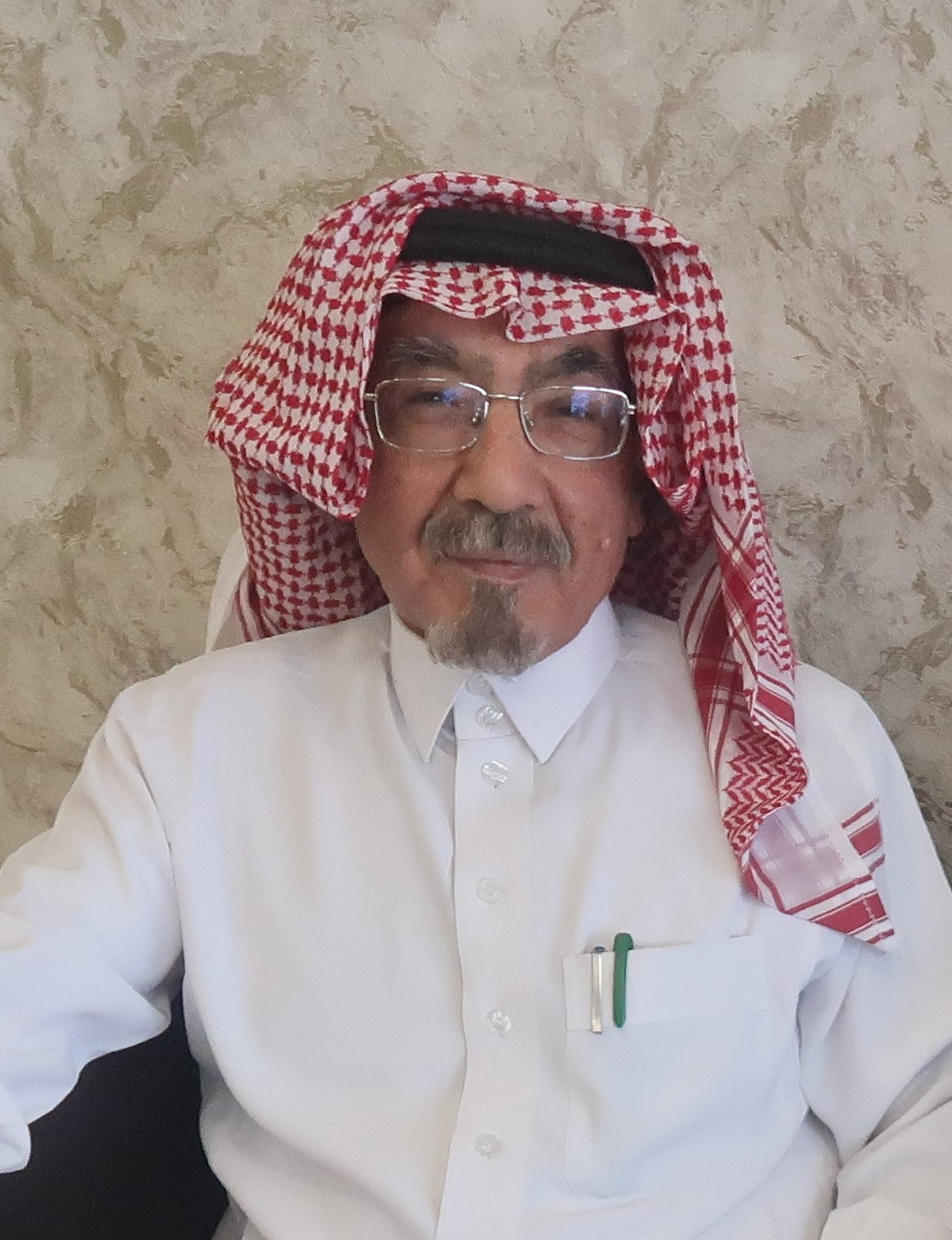
Yahya Mahmud bin Junayd

Yahya Mahmud bin Junayd (arabisch يحيى محمود بن جنيد, DMG Yaḥyā Maḥmūd b. Ǧunaid; * 1946) ist ein saudi-arabischer Akademiker. Er ist Generalsekretär des King Faisal Centre for Research and Islamic Studies, Saudi-Arabien.
Er war einer der 138 Unterzeichner des offenen Briefes Ein gemeinsames Wort zwischen Uns und Euch (engl. A Common Word Between Us & You), den Persönlichkeiten des Islam an „Führer christlicher Kirchen überall“ (engl. „Leaders of Christian Churches, everywhere …“) sandten (13. Oktober 2007).